# Vila Santa Helena (Goiânia)
Vila Santa Helena é um bairro da cidade brasileira de Goiânia, localizado na região central do município.
Pela proximidade com o bairro de Campinas, sua extensão abrange áreas residenciais e comerciais. Com uma grande mancha urbana e proximidade com o Rio Meia Ponte e seus afluentes, já ocorreram problemas fluviais na região.
Segundo dados do Instituto Brasileiro de Geografia e Estatística (IBGE), divulgados pela prefeitura, no Censo 2010 a população da Vila Santa Helena era de 7 028 pessoas.